# Support d’aide à la prévention et au traitement des escarres
Un support d’aide à la prévention et au traitement des escarres (SAPTE), aussi appelé matelas anti-escarre (ou coussin anti-escarre), est un dispositif médical qui peut être positionné sur un lit médicalisé (« matelas » ou « surmatelas »), une chaise ou un fauteuil (« coussins de siège »), qui a comme fonction d’aider les soignants à prévenir la survenue d’une escarre, et/ou à faciliter la cicatrisation d’escarres existantes. Les escarres ont des causes très nombreuses, l’excès de pression d’appui, pendant trop longtemps, sur une zone du corps étant le facteur essentiel. Les escarres peuvent concerner environ 10 % (voire plus) des patients hospitalisés un jour donné dans un établissement de soins français.
Ces supports, aux caractéristiques techniques et cliniques parfois très différentes (Efficacité, acceptabilité, confort pour le patient. Manipulation, simplicité pour les soignants), peuvent être utilisés aussi bien dans des établissements de santé (centres hospitaliers, cliniques, EHPAD…), que dans le cadre de soins à domicile. Le niveau de remboursement de ces supports à domicile étant en général une contrainte importante, les supports les plus performants sont encore réservés aux établissements de Santé.

## Histoire
En France, les premiers matelas anti-escarre apparaissent à la fin des années 1970 avec les matelas gaufriers, issus de la recherche spatiale américaine. Avant leur arrivée, la prévalence des escarres dans les hôpitaux était de 15 % chiffre qui a réduit de moitié aujourd'hui.
Au cours des années 1980, les premiers coussins d'air arrivent sur le marché, puis les premiers matelas air dynamiques ( équipé d'un compresseur qui fait varier les zones de pressions ).
En 1993, les premiers matelas à air avec capteurs de pression, plus performants, voient le jour.
À la fin des années 1990 apparaissent les premiers supports en mousse visco-élastique , puis les aides au positionnement en mousse.
Au début des années 2000, l'arrivée des lits médicaux articulés donne une toute nouvelle dimension à la prévention de l'escarre.
En 2001 a lieu la conférence de consensus sur la prévention et le traitement des escarres, puis en 2012,un nouveau consensus d’experts sur la prise en charge des sujets à risque ou porteurs d’escarres.

## Les différents types de supports disponibles

### Supports statiques
Les supports statiques sont conçus pour que le patient soit « immergé » le plus possible sur le support.
La surface totale sur laquelle repose le patient est augmentée par rapport à un matelas standard, ce qui conduit à la diminution moyenne des pressions sur les principales zones d’appui, (notamment au niveau du talon et du sacrum, principales zones à risque). Les pressions, bien que souvent abaissées par rapport à celles obtenues avec un support standard, ne sont pas totalement supprimées tant que la zone à risque n’est pas mise mécaniquement « hors tout appui » (grâce à des changements de positions effectués par le patient lui-même, s’il le peut ou par les équipes de soins).

#### Matelas gaufrier
Le matelas gaufrier est composé de mousse de polyuréthane de haute résilience, en un bloc (ou trois blocs interchangeables) de monodensité, avec la partie supérieure découpée en plots fixes de la forme d'un gaufrier.

#### Matelas ou coussin à mémoire de forme
Le matelas à mémoire de forme est composé de mousse viscoélastique qui est une mousse thermoréactive, à lente résilience qui se déforme par l'action du poids et de la température corporelle du patient (comportement thermosensible). Cela permet un moulage doux et précis du corps.

#### Matelas ou coussin gel
Ce support est constitué sur une partie, ou sur toute sa superficie, d'une couche de gel viscoélastique (reprise de la forme initiale après compression) ou viscofluide (généralement hydrogel).

#### Matelas à eau
La forme des matelas à eau s'adapte exactement au corps, ce qui limite la pression, particulièrement au niveau des articulations. Ils limitent la pression sur la colonne vertébrale, ce qui permet aux muscles de la posture de se détendre complètement. Cela peut être utile dans le traitement de certaines douleurs dorsales. Chez les paralytiques ou les handicapés moteurs, ils peuvent réduire le risque d'escarres. 

#### Lit fluidisé
Un lit fluidisé est un lit avec matelas intégré, constitué de microparticules de céramique en suspension dans un courant d'air chaud, le patient à la sensation de flotter. Ces lits sont souvent utilisés pour le soin des grands brulés.

### Supports dynamiques

#### Matelas air à pression alternée
Un matelas air à pression alternée, est un matelas (ou un sur-matelas combiné avec un sous-matelas en mousse ou à air) muni de cellules transversales, qui sont gonflées par un compresseur électrique généralement accroché au panneau de pied du lit.
Le compresseur délivre un volume et une pression d’air, permettant de gonfler les cellules de manière alternée (1 sur 2) et il régule l'air dans les cellules en fonction du poids du patient. Il est enveloppé dans une housse, généralement en matière synthétique respirante.
Ces matelas cherchent à « imiter » les effets des mouvements spontanés normaux du corps humain (c’est grâce à ces mouvements réguliers qu’un individu sain ne développe pas d’escarre, en principe). La décharge des zones d’appui est en général effectuée grâce au gonflage et au dégonflage cyclique de cellules en air, selon une fréquence la plus souvent comprise entre 6 et 8 fois par heure, parfois plus, c'est-à-dire le plus souvent un cycle de 10 minutes (proche de la fréquence des changements de position observés, déjà depuis longtemps, chez un individu sain, même pendant le sommeil). Un support est défini comme automatique si aucun réglage manuel en fonction du poids et/ ou de la position du patient n’est requis pour obtenir une efficacité optimale. 
Grâce à cette adaptation régulière de la pression de gonflage des cellules à air, un soulagement plus ou moins efficace des pressions  d’appui sera atteint, tout en préservant le confort et la sécurité du patient au maximum. Les performances de ces supports peuvent être estimées par la description, par exemple, de la pression d’appui maximum sur une zone donnée quand la cellule est gonflée, et par la pression minimum quand cette cellule est dégonflée, ou par la réalisation de courbes de pressions prenant en compte le facteur « temps ». Elles peuvent aussi être estimées par des études cliniques réalisées sur un grand nombre de patients.
Ces supports, le plus souvent utilisés pour les patients à risque d’escarres élevé ou déjà porteurs d’escarres, sont disponibles à la vente et à la location par l’intermédiaire de prestataires de service, pour les établissements de soins comme pour les particuliers.
Ils doivent absolument être munis d’un dispositif d’urgence, appelé Cardio Pulmonary Rescue (CPR), qui permet de dégonfler très rapidement le matelas pour pouvoir pratiquer un massage cardiaque.

#### Matelas air à pression constante
Un matelas air à pression constante est aussi équipé d'un compresseur électrique et de cellules (ou boudins) transversaux. Des capteurs de pression détectent les surpressions et modifient le gonflage (dégonflant les zones de surpression et augmentant ainsi la surface d’appui). 

#### Matelas air à perte d'air
Comme dans un matelas air standard, le compresseur envoie l'air à travers le matelas, mais une partie de cet air est utilisé pour créer un flux d'air entre le matelas et la peau du patient. Ce flux est produit par une perte d'air au travers des coutures ou par différentes techniques selon les modèles et les fabricants,.

### Coussin d'aide au positionnement
Les coussins d'aide au positionnement (aussi appelés aides techniques au positionnement) permettent de corriger une posture, ou d'assurer une décharge des pressions en matière de prévention des escarres. Il en existe beaucoup de formes (talonnière, cylindrique, demi-lune...) et de matières (mousse, microbilles...) différentes pour pouvoir s'adapter à la situation particulière de chaque patient,.

## Optimiser l'utilisation des supports

### Mesures de prévention et de traitement des escarres
Quel que soit le support utilisé, il est important de rappeler que les autres mesures de prévention des escarres restent nécessaires (changements fréquents de positions des patients à risque si possible, inspection régulière des zones d’appui, correction d’une éventuelle dénutrition...), car aucun support ne peut revendiquer une efficacité totale. Il est également important de préciser que la cicatrisation d’une escarre passe essentiellement par une prise en charge médicale adaptée à la situation clinique (pansements, nutrition…)  avec une décharge totale et la plus longue possible dans la journée de la zone concernée : en pratique quotidienne, ceci est souvent de réalisation difficile du fait de l’état clinique du patient et de l’existence de plusieurs escarres sur plusieurs zones différentes.

### Désinfection
Les supports d’aide à la prévention et/ou au traitement des escarres, qu’ils soient achetés ou loués dans le cadre d’une prestation de services plus ou moins complète et performante, doivent bien entendu être désinfectés de façon efficace, en particulier à chaque changement de patients…

## Prescription en France

### Ergothérapie
L'ergothérapie est une profession de santé évaluant et traitant les personnes afin de préserver et développer leur indépendance et leur autonomie dans leur environnement quotidien et social. Dans la plupart des cas, les ergothérapeutes travaillent en collaboration avec des masseurs-kinésithérapeutes, des orthophonistes, des physiothérapeutes, des psychomotriciens, des médecins, des infirmiers, des psychologues et des travailleurs sociaux.
Pour aider leurs patients, les ergothérapeutes préconisent des supports anti-escarre très régulièrement.

### Classification
La prise en charge des supports d’aide à la prévention et au traitement des escarres est assurée pour un 
score ≤ 14 sur l’échelle de Norton (ou échelle équivalente). Ils sont remboursés dans la limite maximum de : 
- un tous les ans pour la classe Ia (matelas air dynamiques, matelas gaufrier...) ;
- un tous les deux ans pour la classe Ib (coussin gel, coussin à air statique...) ;
- un tous les trois ans pour la classe II (Matelas mémoire de forme...) ;
- un tous les cinq ans pour la classe III (Matelas Multistrates...).

### Normes
Ce dispositif médical est régi par la Directive 93/42/CE
L'avis du 22 décembre 2009 de la commission nationale d’évaluation des dispositifs médicaux et des technologies de santé (CNEDIMTS) précise les normes que doivent respecter les fabricants.